# لیگ قهرمانان اروپا ۹۵–۱۹۹۴
لیگ قهرمانان اروپا ۹۵–۱۹۹۴ (انگلیسی: 1994–95 UEFA Champions League) چهلمین دوره از مسابقات فوتبال باشگاه‌های برتر اروپا و سومین دوره مسابقات لیگ قهرمانان اروپا بود.
دو تیم آژاکس و آ.ث. میلان در فینال این دوره از مسابقات با یکدیگر روبه‌رو شد. آ.ث. میلان در دور قبلی این مسابقات در فصل ۹۴–۱۹۹۳ به مقام قهرمانی رسیده بود و مدافع عنوان قهرمانی به شمار می‌آمد.
دیدار فینال بین دو تیم آژاکس و آ.ث. میلان در ورزشگاه ارنست هاپل در ۹۰ دقیقه وقت قانونی با نتیجهٔ ۰-۱ به سود آژاکس به پایان رسید تا این تیم به مقام قهرمانی این دوره از مسابقات نیز دست پیدا کند.

## دور مقدماتی

### گروه A
| تیم ۱        | نتیجه‌نهایی | تیم ۲      | بازی رفت | بازی برگشت |
| ------------ | ---------- | ---------- | -------- | ---------- |
| اونیر بگن    | ۱–۹        | گالاتاسرای | ۱–۵      | ۰–۴        |
| اسپارتا پراگ | ۱–۲        | گوتبورگ    | ۱–۰      | ۰–۲        |

### گروه B
| تیم ۱        | نتیجه‌نهایی | تیم ۲             | بازی رفت | بازی برگشت |
| ------------ | ---------- | ----------------- | -------- | ---------- |
| سیلکبورگ     | ۱–۳        | دینامو کیف        | ۰–۰      | ۱–۳        |
| پاری سن ژرمن | ۵–۱        | واتس اف‌سی-سامسونگ | ۳–۰      | ۲–۱        |

### گروه C
| تیم ۱        | نتیجه‌نهایی | تیم ۲         | بازی رفت | بازی برگشت |
| ------------ | ---------- | ------------- | -------- | ---------- |
| لگیا ورشو    | ۰–۵        | هایدوک اسپلیت | ۰–۱      | ۰–۴        |
| استوا بخارست | ۵–۲        | سروت          | ۴–۱      | ۱–۱        |

### گروه D
| تیم ۱      | نتیجه‌نهایی | تیم ۲            | بازی رفت | بازی برگشت |
| ---------- | ---------- | ---------------- | -------- | ---------- |
| آ.ا.ک آتن  | ۳–۰        | رنجرز            | ۲–۰      | ۱–۰        |
| مکابی حیفا | ۲–۵        | کازینو زالتسبورگ | ۱–۲      | ۱–۳        |

## مرحله گروهی

### گروه A
| تیم            | بازی | برد | تساوی | باخت | گل‌زده | گل‌خورده | تفاضل‌گل | امتیاز |
| -------------- | ---- | --- | ----- | ---- | ----- | ------- | ------- | ------ |
| گوتبورگ        | ۶    | ۴   | ۱     | ۱    | ۱۰    | ۷       | ۳+      | ۹      |
| بارسلونا       | ۶    | ۲   | ۲     | ۲    | ۱۱    | ۸       | ۳+      | ۶      |
| منچستر یونایتد | ۶    | ۲   | ۲     | ۲    | ۱۱    | ۱۱      | ۰       | ۶      |
| گالاتاسرای     | ۶    | ۱   | ۱     | ۴    | ۳     | ۹       | ۶-      | ۳      |

### گروه B
| تیم           | بازی | برد | تساوی | باخت | گل‌زده | گل‌خورده | تفاضل‌گل | امتیاز |
| ------------- | ---- | --- | ----- | ---- | ----- | ------- | ------- | ------ |
| پاری سن ژرمن  | ۶    | ۶   | ۰     | ۰    | ۱۲    | ۳       | ۹+      | ۱۲     |
| بایرن مونیخ   | ۶    | ۲   | ۲     | ۲    | ۸     | ۷       | ۱+      | ۶      |
| اسپارتاک مسکو | ۶    | ۱   | ۲     | ۳    | ۸     | ۱۲      | ۴-      | ۴      |
| دینامو کیف    | ۶    | ۱   | ۰     | ۵    | ۵     | ۱۱      | ۶-      | ۲      |

### گروه C
| تیم           | بازی | برد | تساوی | باخت | گل‌زده | گل‌خورده | تفاضل‌گل | امتیاز |
| ------------- | ---- | --- | ----- | ---- | ----- | ------- | ------- | ------ |
| بنفیکا        | ۶    | ۳   | ۳     | ۰    | ۹     | ۵       | ۴+      | ۹      |
| هایدوک اسپلیت | ۶    | ۲   | ۲     | ۲    | ۵     | ۷       | ۲-      | ۶      |
| استوا بخارست  | ۶    | ۱   | ۳     | ۲    | ۷     | ۶       | ۱+      | ۵      |
| اندرلشت       | ۶    | ۰   | ۴     | ۲    | ۴     | ۷       | ۳-      | ۴      |

### گروه D
| تیم              | بازی | برد | تساوی | باخت | گل‌زده | گل‌خورده | تفاضل‌گل | امتیاز |
| ---------------- | ---- | --- | ----- | ---- | ----- | ------- | ------- | ------ |
| آژاکس            | ۶    | ۴   | ۲     | ۰    | ۹     | ۲       | ۷+      | ۱۰     |
| آ.ث. میلان       | ۶    | ۳   | ۱     | ۲    | ۶     | ۵       | ۱+      | ۵*     |
| کازینو زالتسبورگ | ۶    | ۱   | ۳     | ۲    | ۴     | ۶       | ۲-      | ۵      |
| آ.ا.ک آتن        | ۶    | ۰   | ۲     | ۴    | ۳     | ۹       | ۶-      | ۲      |

- کسر دو امتیاز از تیم آ.ث. میلان به دلیل تخلف تماشاگران در بازی با کازینو زالتسبورگ در ورزشگاه سن سیرو

## مرحله حذفی

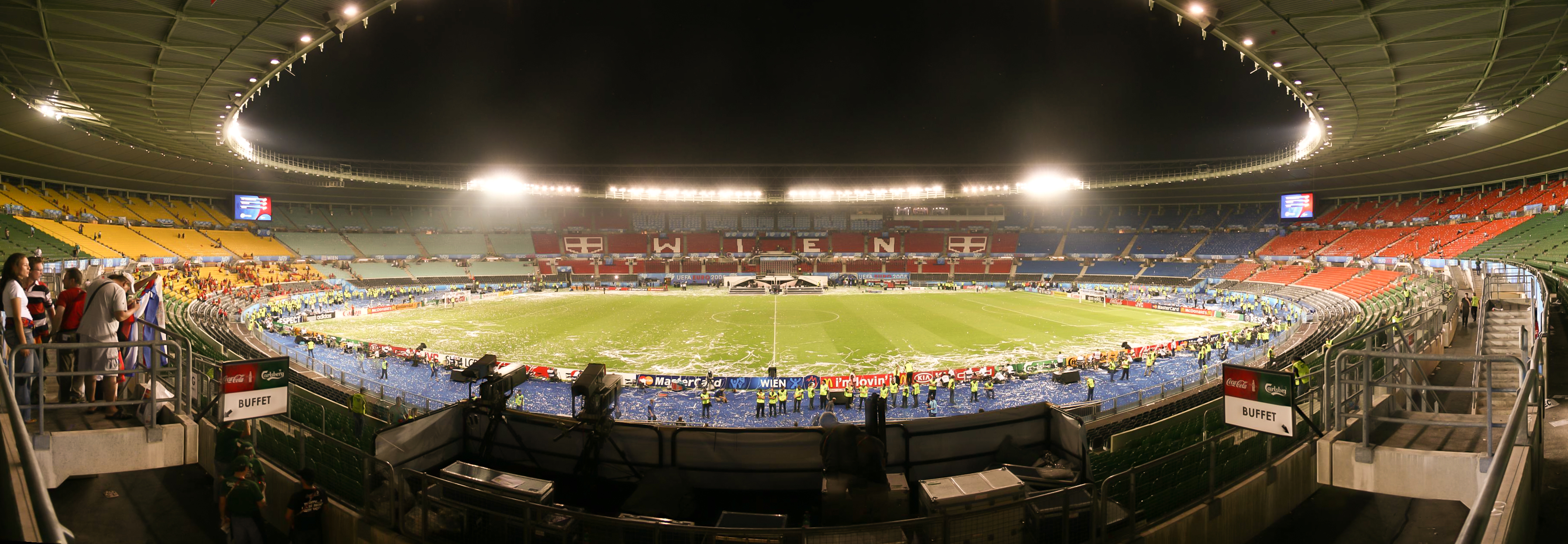
تصویری از لیگ قهرمانی اروپا

|  | یک‌چهارم‌نهایی    | یک‌چهارم‌نهایی | یک‌چهارم‌نهایی | یک‌چهارم‌نهایی |   |              | نیمه‌نهایی | نیمه‌نهایی | نیمه‌نهایی | نیمه‌نهایی |  |  | نهایی | نهایی |
|  |                 |              |              |              |   |              |           |           |           |           |  |  |       |       |
|  | بایرن مونیخ (ق) | ۰            | ۲            | ۲            |   |              |           |           |           |           |  |  |       |       |
|  | گوتبورگ         | ۰            | ۲            | ۲            |   |              |           |           |           |           |  |  |       |       |
|  | گوتبورگ         | ۰            | ۲            | ۲            |   | بایرن مونیخ  | ۰         | ۲         | ۲         |           |  |  |       |       |
|  |                 |              |              |              |   | بایرن مونیخ  | ۰         | ۲         | ۲         |           |  |  |       |       |
|  |                 | آژاکس        | ۰            | ۵            | ۵ |              |           |           |           |           |  |  |       |       |
|  | هایدوک اسپلیت   | آژاکس        | ۰            | ۵            | ۵ | ۰            | ۰         | ۰         |           |           |  |  |       |       |
|  | هایدوک اسپلیت   |              |              |              |   | ۰            | ۰         | ۰         |           |           |  |  |       |       |
|  | آژاکس           | ۰            | ۳            | ۳            |   |              |           |           |           |           |  |  |       |       |
|  |                 |              |              |              |   |              |           |           |           |           |  |  | آژاکس | ۱     |
|  |                 |              | آ.ث. میلان   | ۰            |   |              |           |           |           |           |  |  |       |       |
|  | بارسلونا        | ۱            | ۱            | ۲            |   |              |           |           |           |           |  |  |       |       |
|  | پاری سن ژرمن    | ۱            | ۲            | ۳            |   |              |           |           |           |           |  |  |       |       |
|  | پاری سن ژرمن    | ۱            | ۲            | ۳            |   | پاری سن ژرمن | ۰         | ۰         | ۰         |           |  |  |       |       |
|  |                 |              |              |              |   | پاری سن ژرمن | ۰         | ۰         | ۰         |           |  |  |       |       |
|  |                 | آ.ث. میلان   | ۱            | ۲            | ۳ |              |           |           |           |           |  |  |       |       |
|  | آ.ث. میلان      | آ.ث. میلان   | ۱            | ۲            | ۳ | ۲            | ۰         | ۲         |           |           |  |  |       |       |
|  | آ.ث. میلان      |              |              |              |   | ۲            | ۰         | ۲         |           |           |  |  |       |       |
|  | بنفیکا          | ۰            | ۰            | ۰            |   |              |           |           |           |           |  |  |       |       |

### یک‌چهارم‌نهایی
| تیم ۱         | نتیجه‌نهایی | تیم ۲        | بازی رفت | بازی برگشت |
| ------------- | ---------- | ------------ | -------- | ---------- |
| بایرن مونیخ   | ۲–۲ (ق)    | گوتبورگ      | ۰–۰      | ۲–۲        |
| هایدوک اسپلیت | ۰–۳        | آژاکس        | ۰–۰      | ۰–۳        |
| بارسلونا      | ۲–۳        | پاری سن ژرمن | ۱–۱      | ۱–۲        |
| آ.ث. میلان    | ۲–۰        | بنفیکا       | ۲–۰      | ۰–۰        |

### نیمه‌نهایی
| تیم ۱        | نتیجه‌نهایی | تیم ۲      | بازی رفت | بازی برگشت |
| ------------ | ---------- | ---------- | -------- | ---------- |
| بایرن مونیخ  | ۲–۵        | آژاکس      | ۰–۰      | ۲–۵        |
| پاری سن ژرمن | ۰–۳        | آ.ث. میلان | ۰–۱      | ۰–۲        |

### نهایی
| آژاکس              | ۱–۰   | آ.ث. میلان |
| ------------------ | ----- | ---------- |
| پاتریک کلایورت ۸۵' | گزارش |            |

## قهرمان
| قهرمان لیگ قهرمانان اروپا ٩۵-١٩٩۴ |
| --------------------------------- |
| آژاکس                             |
| چهارمین قهرمانی                   |

## برترین گلزن
| رتبه | نام     | تیم          | گل‌ها |
| ---- | ------- | ------------ | ---- |
| ۱    | ژرژ وه‌آ | پاری سن ژرمن | ۷    |